# 中华人民共和国性产业
中华人民共和国性产业是该国性文化的一部分，兴起于1980年代，包括合法的性玩具业以及被《中华人民共和国刑法》《中华人民共和国治安管理处罚法》和《最高人民法院、最高人民检察院关于办理利用互联网、移动通讯终端、声讯台制作、复制、出版、贩卖、传播淫秽电子信息刑事案件具体应用法律若干问题的解释》所禁止的性服务业、色情影片行业。

## 性玩具业
上海国际成人用品展自2004年开始每年举办。

## 性服务业
2003年9月16日至18日期间（九一八事变72周年），有大约380名日本男子在广东省珠海国际会议中心大酒店进行集体嫖妓，引起了大量中国民众强烈愤慨。
2014年，中国中央电视台记者曝光了广东省东莞市的色情业后，当地政府组织了大规模的扫黄运动。

## 色情影片行业

### 九九情色论坛
2002年1月，福建人王勇在美国建设了“九九情色论坛”，随后又通过加盟、收购等方式，将互联网上用户量最大的48家中文淫秽色情网站纳入其管理范围，形成全球最大的中文淫秽色情网站联盟“阳光娱乐联盟”。2005年，安徽省警方一举抓获涉案人士12人，摧毁了该网站在中国大陆境内的组织体系。该案件被中国新闻媒体称为“网络色情第一案”。
2011年6月23日，美国警方抓获王勇。

### 91先生
2018年1月，偷拍并传播其与上百名女性的性爱影片的“91夯先生”王笑雷在上海被抓获。同年，“91秦先生”陈正宇被捕。

### 沈樵案
2021年6月，山东省济南市公安机关接到顺丰快递报案，称其企业形象因演员沈樵与假冒的快递人员在酒店拍摄性爱视频而造成严重损害。6月下旬，公安机关将沈樵抓获，至案发时，其拍摄的性爱视频网络播放量已达上千万次。

### 麻豆传媒
2022年1月，上海市公安局奉贤分局赶赴广东、四川等省，打掉3个“麻豆传媒”摄影团队并以“制作、贩卖、传播淫秽物品”为由逮捕24名成员。